# Aïssa Maïga
Aïssa Maïga (Dakar, 25 maggio 1975) è un'attrice francese di origine maliana e senegalese.

## Biografia
All'età di quattro anni si trasferisce in Francia. A 21 anni debutta nel mondo del cinema, con Denis Amar.
Compare in L'un reste, l'autre part, Bambole russe e Travaux - Lavori in casa nel 2005, e nel 2006 in un episodio di Paris, je t'aime ma soprattutto nel film Bamako, per il quale è stata candidata a diversi premi e lodata dai critici.
È protagonista con Fabio Volo e Ambra Angiolini del film Bianco e nero diretto da Cristina Comencini.

## Filmografia

### Cinema
- Saraka bô, regia di Denis Amar (1997)
- Le cadeau de maman, regia di Patrick Halpine (1998)
- La revanche de Lucy, regia di Janusz Mrozowski (1998)
- Jonas et Lila, à demain, regia di Alain Tanner (1999)
- Le prof, regia di Alexandre Jardin (2000)
- Storie (Code inconnu: Récit incomplet de divers voyages), regia di Michael Haneke (2000)
- Mom's Present, regia di Patrick Halpine (2000)
- Lise et André, regia di Denis Dercourt (2000)
- Marie-Line, regia di Mehdi Charef (2000)
- Voyage à Ouaga, regia di Camille Mouyéké (2001)
- Georges chez les tops, regia di Olivier Chrétien (2002)
- Les baigneuses, regia di Viviane Candas (2003)
- Rien que du bonheur, regia di Denis Parent (2003)
- Mes enfants ne sont pas comme les autres, regia di Denis Dercourt (2003)
- Libre armada, regia di Jean-Marie Boulet, Ingrid Gogny, Vincent Jaglin e Franck Saint-Cast (2004)
- L'un reste, l'autre part, regia di Claude Berri (2005)
- Bambole russe (Les Poupées russes), regia di Cédric Klapisch (2005)
- Niente da nascondere (Caché), regia di Michael Haneke (2005)
- Travaux - Lavori in casa (Travaux, on sait quand ça commence...), regia di Brigitte Roüan (2005)
- Place des Fêtes, episodio di Paris, je t'aime, regia di Oliver Schmitz (2006)
- Bamako, regia di Abderrahmane Sissako (2006)
- Je vais bien, ne t'en fais pas, regia di Philippe Lioret (2006)
- Prestami la tua mano (Prête-moi ta main), regia di Éric Lartigau (2006)
- Carcasse, regia di Ismael El Maoula El Iraki (2007)
- L'âge d'homme... maintenant ou jamais!, regia di Raphaël Fejtö (2007)
- Bianco e nero, regia di Cristina Comencini (2008)
- Les insoumis, regia di Claude-Michel Rome (2008)
- Diamond 13 (Diamant 13), regia di Gilles Béhat (2009)
- L'aide au retour, regia di Mohammed Latreche (2009)
- Ensemble, c'est trop, regia di Léa Fazer (2010)
- Le temps de la kermesse est terminé, regia di Frédéric Chignac (2010)
- L'avocat, regia di Cédric Anger (2010)
- Mineurs 27, regia di Tristan Aurouet (2011)
- Aujourd'hui, regia di Alain Gomis (2012)
- Marsupilami, regia di Alain Chabat (2012)
- Mood Indigo - La schiuma dei giorni (L'Écume des jours), regia di Michel Gondry (2013)
- Benvenuto a Marly-Gomont (Bienvenue à Marly-Gomont), regia di Julien Rambaldi (2016)
- Corniche Kennedy, regia di Dominique Cabrera (2016)
- Rupture pour tous, regia di Éric Capitaine (2016)
- Ha i tuoi occhi (Il a déjà tes yeux), regia di Lucien Jean-Baptiste (2016)
- The Tower, regia di Mats Grorud (2018) - voce
- Il ragazzo che catturò il vento (The Boy who harnessed the Wind), regia di Chiwetel Ejiofor (2019)
- Mon frère - Tutto per mio fratello (Mon frère), regia di Julien Abraham (2019)
- Il faraone, il selvaggio e la principessa (Le Pharaon, le Sauvage et la Princesse), regia di Michel Ocelot (2022) - voce

### Cortometraggi
- Mamadou il est ou, regia di Khady N'Diaye (2006)
- Dédicace, regia di Olivier Chrétien (2011)

### Televisione
- Un mois de réflexion, regia di Serge Moati – film TV (1998)
- Maison de famille, regia di Serge Moati – film TV (1999)
- Négro, regia di Karim Akadiri Soumaïla – film TV (2002)
- Il commissario Cordier (Les Cordier, juge et flic) – serie TV, episodio 10x1 (2003)
- Il commissario Moulin (Commissaire Moulin) – serie TV, episodio 7x2 (2003)
- Par accident, regia di Jérôme Foulon – film TV (2004)
- Accadde in aprile (Sometimes in April), regia di Raoul Peck – film TV (2005)
- Il commissariato Saint Martin (P.J.) – serie TV, episodio 9x12 (2005)
- Une famille parfaite, regia di Patrick Mario Bernard e Pierre Trividic – film TV (2006)
- Sexe, gombo et beurre salé, regia di Mahamat-Saleh Haroun – film TV (2008)
- Pas de toit sans moi, regia di Guy Jacques – film TV (2009)
- Suite noire – serie TV, episodio 1x4 (2009)
- Toussaint Louverture – serie TV, episodio 1x2 (2012)
- L'indice della paura (The Fear Index) – miniserie TV, 4 puntate (2022)

## Doppiatrici italiane
Nelle versioni in italiano delle opere in cui ha recitato, Aïssa Maïga è stata doppiata da:
- Chiara Gioncardi in Mood Indigo - La schiuma dei giorni, Il ragazzo che catturò il vento
- Francesca Fiorentini in Bambole russe
- Laura Romano in Niente da nascondere
- Daniela Calò in Prestami la tua mano
- Mariangela D’Amora in Benvenuto a Marly Gomont
- Patrizia Mottola in Diamond 13
- Benedetta Ponticelli ne L'indice della paura

Da doppiatrice è sostituita da:
- Mattea Serpelloni in Il faraone, il selvaggio e la principessa